# کارآگاه رشید
کارآگاه رشید یک مجموعه تلویزیونی محصول سال ۱۳۸۴ به کارگردانی سید محسن موسویان،  می‌باشد که از شبکه سه در نوروز ۱۳۸۵ پخش شد. این مجموعه در ۱۶ قسمت ۴۰ دقیقه‌ای توسط صدا و سیمای مرکز اصفهان ارائه داده شد.

## بازیگران
- قدرت‌الله ایزدی در نقش رشید و فرشید و همسر سابق آرزو
- مهین شهابی در نقش مادر آرزو
- بهزاد رحیم‌خانی در نقش بهارلو
- حسن علیرضایی در نقش عکاس بهارلو
- الهام باقری در نقش آرزو همسر رشید
- جمشید صدری در نقش استاد احمدی پدر رشید
- سعید فکار
- مهدی شهداد در نقش پدر آرزو
- غفور نصوحی در نقش حبیبی
- پری کربلایی در نقش بی بی مادر رشید
- مرات ابراهیمیان در نقش سپیده فرزند رشید و آرزو
- رسول اکبریان در نقش خواستگار آرزو همسر جدید

## خلاصه مجموعه
رشید به خاطر علاقه زیادش به ماجراهای پلیسی، کارهای عجیب و غریبی از او سر می‌زند تا آنجا که همسرش با داشتن یک فرزند از او جدا می‌شود. اکنون بعد از گذشت ۷ سال، همسر سابق رشید که مشغول کار در قسمت حسابداری یک شرکت است، از رشید شکایت کرده و تقاضای حضانت بچه را می‌کند. از طرفی با توجه به اختلاس عده ای خلافکار در شرکت مزبور، وی به‌طور موقت از کار برکنار می‌شود تا هیئت مدیره دربارهٔ او تصمیم نهایی را بگیرد. به همین دلیل هیئت مدیره شرکت از مرکز، تقاضای اعزام یک بازرس حسابرسی ویژه کرده است که قرار است بزودی وارد اصفهان شود. افراد خلافکار وقتی متوجه شباهت فیزیکی بیش از حد بازرس و رشید می‌شوند، تصمیم می‌گیرند رشید را به جای بازرس ویژه به شرکت ببرند و بازرس اصلی را هم در جایی مخفی کنند.